# Operazione Gauntlet
Operazione Gauntlet (Guanto d'arme) era il nome in codice di un'incursione compiuta dal 25 agosto al 3 settembre 1941, nella Norvegia occupata dai tedeschi, nell'ambito delle operazioni del teatro dell'Artico della seconda guerra mondiale.

## Antefatti
Dopo la sconfitta patita nella campagna di Francia e la costosa evacuazione di Dunkerque, ai primi di giugno del 1940 il primo ministro britannico Winston Churchill richiese con insistenza che venisse creata una forza di truppe scelte addestrate ed equipaggiate per intraprendere delle incursioni dietro le linee nemiche, al fine di infliggere quante più perdite possibili ai tedeschi e risollevare il morale dei britannici tramite azioni su piccola scala lungo le coste dell'Europa occupata. Andando incontro ai desideri del primo ministro, un ufficiale dello stato maggiore britannico, il tenente colonnello Dudley Clarke, sottopose ai suoi superiori un primo piano per formare la forza di incursori ribattezzata "British Commandos"; tre settimane dopo, il 24 giugno 1940, i primi volontari dell'unità di Clarke condussero il loro primo raid sbarcando lungo la costa settentrionale della Francia occupata (operazione Collar): l'azione in sé non diede grandi risultati, ma dimostrò la fattibilità di simili operazioni.
A mano a mano che i volontari si presentavano e i reparti venivano costituiti si iniziò a delineare la struttura della nuova forza di incursori: il 17 luglio 1940 venne fondato il Combined Operations Headquarters ("Quartier generale delle operazioni combinate") sotto l'ammiraglio Roger Keyes, un veterano della campagna di Gallipoli e del raid di Zeebrugge nella prima guerra mondiale, incaricato di pianificare e condurre le missioni dei reparti di Commandos, che nel novembre seguente arrivarono a contare un totale di 2 000 uomini suddivisi in 12 piccoli distaccamenti indipendenti. Fino a quel momento i Commandos britannici erano stati impegnati solo in missioni di ricognizione su piccola scala, ma per l'inizio del 1941 Keyes iniziò a progettare una serie di operazioni su vasta scala: l'obiettivo prescelto fu l'arcipelago delle isole Lofoten, lungo la costa settentrionale norvegese a nord del circolo polare artico e a 1 400 chilometri dalla Gran Bretagna; le isole ospitavano diversi impianti industriali per la produzione di olio di pesce, importante per l'industria bellica tedesca visto che da esso si estraeva la glicerina necessaria alla fabbricazione di esplosivi.
Dopo l'Operazione Claymore, venne preparato questo altro raid, ed assemblata una forza navale, con 2 incrociatori, 5 cacciatorpediniere ed una nave trasporto truppe, che doveva scortare una forza da sbarco, in gran parte costituita da canadesi della 2nd Canadian Infantry Brigade, al comando del Brigadier A. E. Potts; ad essa era aggregata la 3 Field Company, dei Royal Canadian Engineers (i genieri canadesi), ed una squadra di militari norvegesi della brigata delle forze in esilio costituita in Gran Bretagna. Completava la forza un gruppo del British Army tra cui un distaccamento dei Kent Fortress Royal Engineers, una unità di guastatori. In tutto una forza da sbarco complessiva di 645 uomini, compresi 527 canadesi.

## Il raid
La nave RMS Empress of Canada agì da trasporto truppe, scortata dalla forza K: due incrociatori della Royal Navy, HMS Nigeria (ammiraglia) e HMS Aurora, con cinque cacciatorpediniere: HMS Icarus, HMS Eclipse, HMS Tartar, HMS Anthony e HMS Antelope; a capo era l'ammiraglio Philip Vian, nelle vesti di comandante della forza K. la forza prese il mare il 19 agosto.
Nell'operazione il reparto da sbarco occupò l'isola Spitsbergen dell'arcipelago delle Svalbard, in quel momento prive di guarnigione tedesca e dove erano in esercizio delle importanti miniere di carbone e presenti delle notevoli scorte di carburante ed olio lubrificante; il tutto venne distrutto, 2 000 lavoratori russi vennero trasportati ad Arcangelo insieme a tutte le attrezzature rimovibili a bordo della nave Empress of Canada, e le 8 navi catturate vennero portate in Gran Bretagna; durante il viaggio di ritorno venne avvistata la nave scuola cannonieri tedesca Bremse, che venne affondata dalla HMS Nigeria a sua volta danneggiata probabilmente da una mina.